# Johnny Unitas Golden Arm Award
Johnny Unitas Golden Arm Award jest przyznawaną corocznie nagrodą w Stanach Zjednoczonych dla najlepszego rozgrywającego spośród zawodników grających w drużynach uniwersyteckich, będących na trzecim lub czwartym roku studiów. Została ona ustanowiona w roku 1987 przez fundację imienia Johnny’ego Unitasa (1933-2002), członka galerii sław futbolu amerykańskiego, rozgrywającego, który był zawodnikiem Uniwersytetu w Louisville i ustanowił wiele rekordów w lidze NFL.
Dotychczas nagrodę otrzymali m.in. bracia Peyton i Eli Manning, a ostatnim zdobywcą (2013) jest A.J. McCarron z drużyny Alabama Crimson Tide.

## Zdobywcy nagrody
| Rok  | Zawodnik        | Uczelnia         |
| ---- | --------------- | ---------------- |
| 1987 | Don McPherson   | Syracuse         |
| 1988 | Rodney Peete    | USC              |
| 1989 | Tony Rice       | Notre Dame       |
| 1990 | Craig Erickson  | Miami            |
| 1991 | Casey Weldon    | Florida State    |
| 1992 | Gino Torretta   | Miami            |
| 1993 | Charlie Ward    | Florida State    |
| 1994 | Jay Barker      | Alabama          |
| 1995 | Tommie Frazier  | Nebraska         |
| 1996 | Danny Wuerffel  | Florida          |
| 1997 | Peyton Manning  | Tennessee        |
| 1998 | Cade McNown     | UCLA             |
| 1999 | Chris Redman    | Louisville       |
| 2000 | Chris Weinke    | Florida State    |
| 2001 | David Carr      | Fresno State     |
| 2002 | Carson Palmer   | USC              |
| 2003 | Eli Manning     | Ole Miss         |
| 2004 | Jason White     | Oklahoma         |
| 2005 | Matt Leinart    | USC              |
| 2006 | Brady Quinn     | Notre Dame       |
| 2007 | Matt Ryan       | Boston College   |
| 2008 | Graham Harrell  | Texas Tech       |
| 2009 | Colt McCoy      | Texas            |
| 2010 | Scott Tolzien   | Wisconsin        |
| 2011 | Andrew Luck     | Stanford         |
| 2012 | Collin Klein    | Kansas State     |
| 2013 | A.J. McCarron   | Alabama          |
| 2014 | Marcus Mariota  | Oregon           |
| 2015 | Connor Cook     | Michigan State   |
| 2016 | Deshaun Watson  | Clemson          |
| 2017 | Mason Rudolph   | Oklahoma State   |
| 2018 | Gardner Minshew | Washington State |
| 2019 | Joe Burrow      | LSU              |
| 2020 | Mac Jones       | Alabama          |
| 2021 | Kenny Pickett   | Pittsburgh       |
| 2022 | Max Duggan      | TCU              |

## Nominowani do nagrody w 2012[1]
1. Ryan Aplin, Arkansas State
2. Tajh Boyd, Clemson
3. Derek Carr, Fresno State
4. Seth Doege, Texas Tech
5. Mike Glennon, NC State
6. Collin Klein, Kansas State
7. AJ McCarron, Alabama
8. Ryan Nassib, Syracuse
9. Keith Price, Washington
10. Bryn Renner, North Carolina
11. Denard Robinson, Michigan
12. Geno Smith, West Virginia
13. Tyler Tettleton, Ohio
14. Jeff Tuel, Washington State
15. Tyler Wilson, Arkansas
16. Matt Barkley, USC
17. Alex Carder, Western Michigan
18. B.J. Daniels, South Florida
19. Nick Florence, Baylor
20. Landry Jones, Oklahoma
21. EJ Manuel, Florida State
22. Aaron Murray, Georgia
23. Casey Pachall, TCU
24. Sean Renfree, Duke
25. Jordan Rodgers, Vanderbilt
26. Nathan Scheelhaase, Illinois
27. Brad Sorensen, So. Utah
28. Logan Thomas, Virginia Tech
29. James Vandenberg, Iowa